# MABDA English Monograph Series
MABDA English Monograph Series ist eine islamische, auf Englisch und arabisch erscheinende zweisprachige religiöse Publikationsreihe, die auch online abrufbar ist. MABDA ist eine Abkürzung für arabisch المركز الملكي للبحوث والدراسات الإسلامية, DMG al-Markaz al-Malakī li-l-Buḥūṯ wa-d-Dirāsāt al-Islāmīya; engl. The Royal Islamic Strategic Studies Centre, ungefähr: „Königliches Zentrum für Forschung und Islamwissenschaft“ (siehe Königliches Aal al-Bayt Institut für islamisches Denken). Die Reihe erscheint seit 2008. Ihre federführende Kraft ist Prinz Ghazi bin Muhammad, ein Cousin des jordanischen Königs Abdullah II.
Sie enthält wichtige Dokumente zum islamischen interreligiösen Dialog und zum muslimisch-christlichen Dialog (Amman Message, A Common Word Between Us and You).

## Übersicht
- 1. The Amman Message. 2008.
- 2. Forty Hadith on Divine Mercy. 2009.
- 3. Jihad and the Islamic Law of War. 2009.
- 4. A Common Word Between Us and You. 2009.
- 5. Body Count. 2009.
- 6. The Holy Qur’an and the Environment. 2010.
- 7. Address to H. H. Pope Benedict XVI. 2010.
- 8. Keys to Jerusalem. 2010.
- 9. Islam, Christianity and the Environment. 2011.
- 10. The First UN World Interfaith Harmony Week. 2011.
- 11. Islam and Peace. 2012.
- 12. Reason and Rationality in the Qur’an. 2012.
- 13. The Concept of Faith in Islam. 2012.
- 14. Warfare in the Qur’an. 2012.
- 15. Address to the Jordanian Scholars Association. 2012.
- 16. On the Israeli Demand for Recognition of a ‘Jewish State’. 2012.
- 17. Why Should Muslims Visit Al-Masjid Al-Aqsa?. 2012.
- 18. The Qur’an and Combat. 2012.
- 19. Condemning Terrorism. 2012.
- 20. A Common Word Between Us and You: 5-Year Anniversary Edition. 2012.
- 21. What is Islam and Why?. 2012.
- 22. Areej Ghazi: How to Integrate the Remembrance of God into Teaching. 2012, ISBN 978-9957-428-59-4 (PDF).
- 23. On Invoking the Divine Name 'Allah'. 2012.
- 24. War and Peace in Islam. The Uses and Abuses of Jihad. 2013.
- 25. Twenty Years of Historic Religious Initiatives. 2013.
- 26. The Project of a Viable and Sustainable Modern Islamic State. 2013.
- 27. Searching for Consensus. 2013.
- 28. The Challenges Facing Arab Christians Today. 2013 (PDF).